# Paul Jesson (cyclisme)
Pour les articles homonymes, voir Paul Jesson.
Paul Jesson, né le 14 janvier 1955 à Christchurch dans la péninsule de Banks, est un coureur cycliste néo-zélandais. Il s'est particulièrement distingué en remportant une étape du Tour d'Espagne 1980. Sa carrière est stoppée par une chute lors du prologue du Critérium du Dauphiné libéré en 1980, à la suite de laquelle il est amputé d’une jambe. Jesson reprend le cyclisme et obtient trois médailles aux Jeux paralympiques en 1998 et 2004.

## Palmarès sur route
- 1976
  - Étoile Hennuyère :
    - Classement général
    - 7e étape

  - Tour de Southland
  - Dulux Tour Six Day
- 1977
  - 2e du Tour de Southland
- 1978
  - Tour de Southland
  - 2e du Tour de Liège
  - 2e de Bruxelles-Liège
  - 3e du Triptyque ardennais
- 1979
  - 3e du Tour du Roussillon
  - 3e du Stadsprijs Geraardsbergen
- 1980
  - 10e étape du Tour d'Espagne
  - 3e de la Nokere Koerse

## Résultats sur les grands tours

### Tour de France
1 participation
- 1979 : hors délais (12e étape)

### Tour d'Espagne
1 participation
- 1980 : 29e, vainqueur de la 10e étape